# Stockkämpen

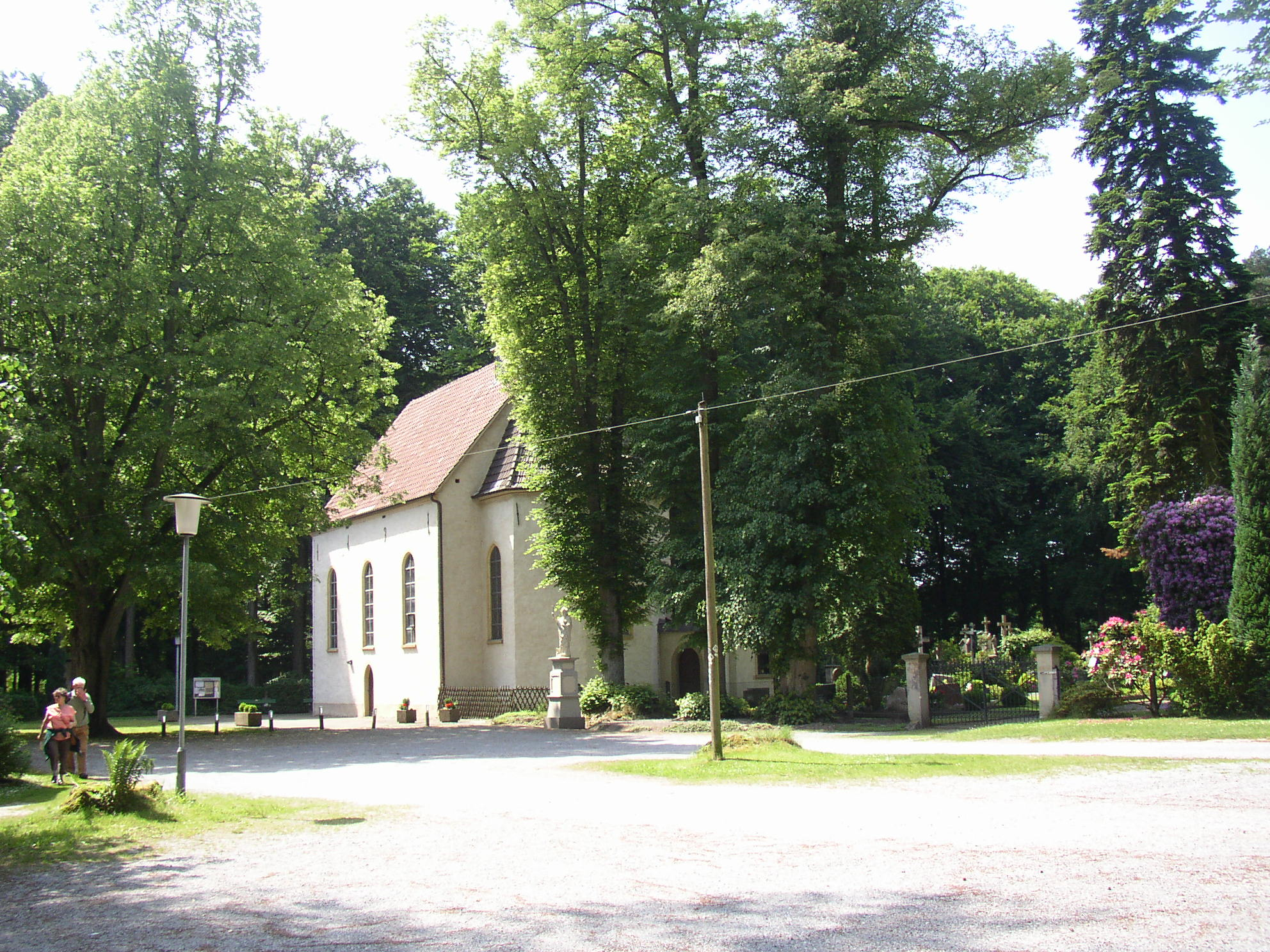
Kirche und Friedhof in Stockkämpen

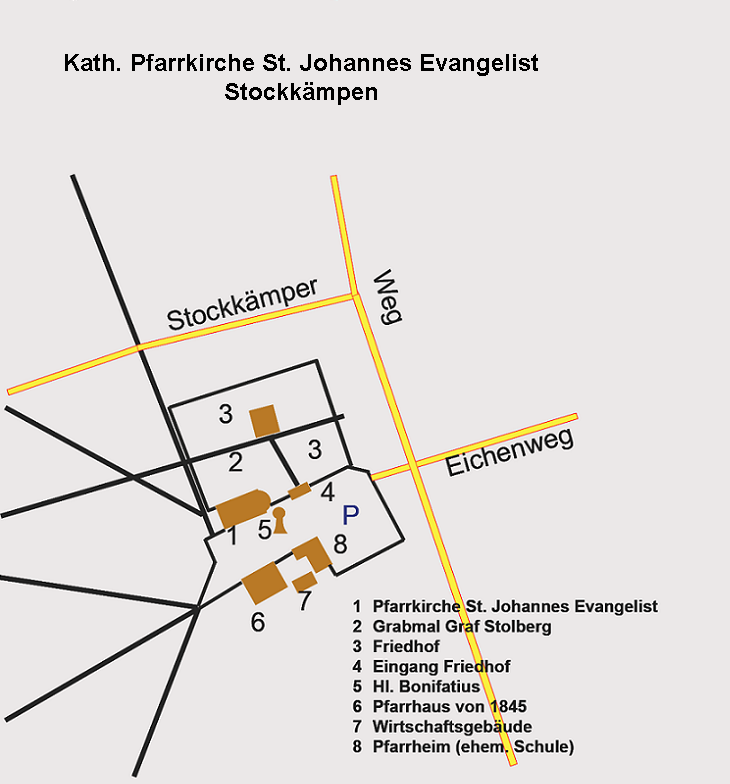
Lageplan

Stockkämpen ist die Flurbezeichnung einer etwa 4,1 Hektar großen kirchlichen Anlage im Haller Ortsteil Hörste in Nordrhein-Westfalen, Deutschland. Sie umfasst die St.-Johannes-Evangelist-Kirche, das zugehörige Pfarrheim und Pfarrhaus sowie einen Friedhof und ist die Station 4 des Kulturpfades „Laibachweg“.
Stockkämpen liegt im Naturschutzgebiet Tatenhauser Wald, ist jedoch nicht Teil davon.
Die Kirchengemeinde ist die älteste nachreformatorische katholische Gemeinde im Altkreis Halle, nachdem die vorher bestehenden Pfarrgemeinden in der Reformationszeit protestantisch geworden waren. Alle weiteren Gemeinden sind aus dieser entstanden.

## Geschichte
Die Zahl der Katholiken war durch die Reformation, die sich nach und nach auch der Grafschaft Ravensberg durchsetzte, immer kleiner geworden, die ehemals katholischen Gotteshäuser wurden von Protestanten genutzt. Als erste wurde 1538 die Kirche in Borgholzhausen protestantisch. Im Wesentlichen waren nur die Bewohner der vier Gutshöfe und Schlösser Tatenhausen, Holtfeld, Brincke und Halstenbeck sowie wenige Bürger katholisch geblieben. Die Zahl der Katholiken im Sprengel bewegte sich zwischen 400 und 600 Personen. Einziges katholisches Gotteshaus war die Schlosskapelle von Tatenhausen, wo ab 1666 der Franziskaner Dionysius Budde als Schlossgeistlicher amtierte.
Am 15. Juni 1689 kauften die beiden Adelshäuser Holtfeld (Franz Wilhelm Freiherr von Wendt) und Tatenhausen (Friedrich Matthias Freiherr von Korff-Schmising) für 560 Reichstaler ein Grundstück auf dem Stockkampe – der Legende nach genau auf der Mitte zwischen ihren Schlössern und daher im freien, mit Heide und Eichwald bewachsenes Gelände –, um dort eine Kirche zu errichten. Zunächst wurde das Pfarrhaus gebaut, das den Bauarbeitern als Unterkunft diente, daraufhin ab 1691 die Kirche. Protestantische Bauern aus der Umgebung warfen die Ausschachtungen in der Nacht wieder zu, später rissen sie die von den Patres gepflanzten jungen Bäume heraus; erst eine Strafandrohung durch den zuständigen Drosten beendete dieses Treiben.
Die Kirche wurde am 30. September 1696 nach fünfjähriger Bauzeit durch Otto Wilhelm Freiherr von Bronckhorst zu Gronsfeld, Weihbischof in Osnabrück, geweiht. Patron wurde der Evangelist Johannes. Für die Wahl des Kirchenpatrons war maßgeblich, dass die protestantisch gewordene Kirche in Halle ebenfalls dem heiligen Johannes geweiht ist, wobei nicht klar ist, ob es sich dabei um Johannes den Täufer oder Johannes den Evangelisten handelt. Die Adelshäuser verpflichteten sich, für den Unterhalt der Kirche und der Seelsorger einzustehen. Tatenhausen sollte jährlich 50 Thaler zahlen, Holtfeld 110 Thaler.
Die Seelsorge wurde von den Franziskanern der „Sächsischen Franziskanerprovinz vom heiligen Kreuz“ übernommen, die in Stockkämpen eine „Residenz“, ein kleineres Kloster mit einem niedrigeren kirchenrechtlichen Status als ein „Konvent“, zunächst mit zwei und später mit drei Patres und jeweils einem Laienbruder besetzten. Sie wohnten im Pfarrhaus. Der Klosterobere trug den Titel „Präses“ und war der Pfarrer der neuen Kirchengemeinde. Die Gründung eines Klosters im Range eines Konventes unter Leitung eines Guardians hätte nicht im Einklang mit den bestehenden Religionsverträgen der Grafschaft Ravensberg gestanden. Die ersten Franziskaner in Stockkämpen waren P. Hieronymus Boller, P. Bonifatius Brandis und Bruder Simon Kock. Zum Pfarrbezirk gehörten Halle, Hörste, Versmold, Borgholzhausen, Brockhagen und Werther. Neben der Pfarrseelsorge nahmen die Franziskaner auch weiterhin die Stellung von Hausgeistlichen in den adeligen Häusern wahr.
Von der Auflösung der Klöster infolge der Säkularisation Anfang des 19. Jahrhunderts war Stockkämpen zunächst nicht direkt betroffen, da es von den Behörden wohl nicht als Kloster betrachtet wurde. Die Orden durften jedoch keine neuen Novizen mehr aufnehmen. Die Franziskaner zogen sich 1848 aus Personalmangel aus Stockkämpen zurück. Bereits seit 1825 war der zweite Seelsorger ein Weltgeistlicher. Ab 1849 versahen Diözesanpriester den Dienst. 1826 war die Pfarrei Stockkämpen vom Bistum Osnabrück auf das Bistum Paderborn übergegangen, nachdem sie im Rahmen der Neuabgrenzung der Bistumsbereiche in Preußen 1825 zunächst vergessen worden war. 1849 erfolgte der Bau des neuen Pfarrhauses, da das „Klösterchen“, baulich immer eher schlicht, sehr heruntergekommen war; einer der Franziskaner hatte es einmal als tugurium, Taubenschlag, bezeichnet, und mancher von ihnen hat in Stockkämpen seine Gesundheit eingebüßt. Das Pfarrhaus, mehrfach umgebaut, stand nun ganz als Schulgebäude zur Verfügung und dient heute als Pfarrheim.
Im 19. und 20. Jahrhundert nahm die Zahl der Katholiken in Ravensberg wieder zu. 1862 wurde als erste die Pfarrei St. Michael Versmold von Stockkämpen abgetrennt und errichtet. 1908 wurde der Grundstein zur katholischen Herz-Jesu-Kirche in Halle gelegt, die dortige Pfarr-Vikarie wurde 1949 selbständige Pfarrei. Heute gehören zum „Pastoralverbund Stockkämpen“ im Erzbistum Paderborn die fünf Pfarrgemeinden St. Marien u. St. Nikolaus Borgholzhausen-Brincke, Herz-Jesu Halle mit St. Michael Werther, St. Hedwig Steinhagen, St. Johannes Evangelist Stockkämpen und St. Michael Versmold. Stockkämpen ist gewissermaßen deren Mutterpfarrei und gab dem Pastoralverbund den Namen. Daher feiern die Katholiken im Altkreis das Fronleichnamsfest mit einer gemeinsamen Prozession in Stockkämpen.

## Kirche
Die katholische Stockkämper Kirche lässt in der Schlichtheit des Äußeren die Tradition der typisch franziskanischen Bettelordenskirchen erkennen. Dazu gehört auch der Verzicht auf einen Kirchturm. Das Innere zeigt mit seinen Gurtbögen noch spätgotische Anklänge, die Innenausstattung, die in den Jahrzehnten nach dem Bau nach und nach erweitert wurde, entspricht dann jedoch dem zeitgenössischen Barockstil, ebenfalls der Dachreiter. Das Innere wurde mehrfach renoviert und verändert. 1908 wurde eine Sakristei angebaut.
Das älteste Kunstwerk in der Kirche, eine spätgotische Doppelfigur „Maria mit dem Kinde“ und „Anna selbdritt“, ist um das Jahr 1525 zu datieren und wurde von einem namentlich nicht bekannten niedersächsischen oder westfälischen Bildschnitzer geschaffen, der nach diesem Bild Meister der Stockkämper Doppelfigur genannt wird. Das Fenster hinter dem Hochaltar und das runde Fenster über dem Eingang sind beim Neubau der Kirche 1696 eingesetzt worden, die übrigen Fenster zwischen 1886 und ca. 1900. Der barocke Hochaltar wurde 1715 gestiftet, der Marienaltar 1760. Das Bild im Hochaltar stammte von einem Künstler der Osnabrücker Schule aus der Mitte des 17. Jahrhunderts; es wurde, weil schadhaft, 1931 durch eine Kreuzigungsgruppe ersetzt, die sich heute im angrenzenden Mausoleum befindet. Hinzu kamen der Taufbrunnen von 1704, Kanzel und Beichtstuhl von 1750 sowie der Kreuzweg von 1758. Dieser ist mittlerweile gestohlen worden. Die Pietà auf dem Marienaltar dürfte in ihrer Entstehung in die Bauzeit der Kirche zurückreichen. 1871 stiftete Gräfin Paula von Kroff-Schmising aus Dankbarkeit für die unversehrte Heimkehr ihres Sohnes Max aus dem Deutsch-Französischen Krieg eine erste Ausmalung, 1831 wurde die Kirche durch den Osnabrücker Kirchenmaler Beermann neu ausgemalt.
Um 1780 wurde eine erste Orgel gestiftet und 1867 restauriert, musste aber bereits 1884 durch eine neue ersetzt werden. Spätestens ab 1864 hatte die Kirche zwei Glocken, unterbrochen durch die Beschlagnahmung im Zweiten Weltkrieg. Eine der beiden heutigen Glocken wurde 1864 von H.L. Lohmeier in Gütersloh gegossen und trägt die Aufschrift „Soli Deo gloria – Allein zur Ehre Gottes“, die andere stammt aus dem Jahr 1955 mit der Aufschrift „Veritate et Caritati – Der Wahrheit und der Nächstenliebe“.

## Friedhof
Der Friedhof wurde bereits während der letzten Phase des Kirchbaus angelegt. Allerdings wurden einige Mitglieder der Familie Korff-Schmising und die ersten Franziskaner in der Kirche selbst beigesetzt. Das bekannteste Grab auf dem Friedhof gehört dem Grafen Friedrich Leopold zu Stolberg-Stolberg, einem Freund Goethes, der 1800 zum Katholizismus übergetreten war und von 1812 bis 1816 auf Schloss Tatenhausen lebte. Weiterhin finden sich die Gräber der gräflichen Familie Korff-Schmising aus Tatenhausen. Das ehemalige Mausoleum der Familie mit einem Arkadenvorbau dient heute als Friedhofskapelle.

## Schule
Zur Kirche gehörte auch eine katholische Schule. Der Unterricht wurde in einem Raum des Pfarrhauses durch die Patres erteilt, da keine eigenen Lehrer beschäftigt wurden. Die Schülerzahl umfasste 40 bis 60 Kinder. Räumliche Situation und Ausstattung ließen sehr zu wünschen übrig. Mit dem Bau eines neuen Pfarrhauses 1849 stand das alte „Klösterchen“ dann ganz als Schulhaus zur Verfügung. Mit Ausscheiden der Franziskaner wurde der Unterricht durch andere Geistliche erteilt. Die Schüler rekrutierten sich aus einem vergleichsweise großen Gebiet. Dazu gehörte das gesamte heutige Gemeindegebiet von Halle (Westf.) sowie Teile des Gemeindegebietes von Borgholzhausen südlich des Teutoburger Waldes.
1868 wurde die „Privatschule“ in eine öffentliche katholische Bekenntnisschule umgewandelt, ab 1883 waren die Lehrpersonen ausgebildete Laien. Nachdem die Schule 1939 von den Nationalsozialisten geschlossen worden war, wurde der Schulbetrieb 1947 wieder aufgenommen. Im Jahr 1961 wurde nach jahrelangen Verhandlungen ein Neubau erstellt, der Schulbetrieb wurde jedoch im Jahr 1968 endgültig eingestellt und die Schüler im Zuge einer Schulreform auf größere und nicht konfessionsgebundene Schulen verteilt. Das Schulgebäude wurde von der Stadt Halle übernommen und wird bis heute als städtischer Kindergarten weitergenutzt.

## Persönlichkeiten
- Friedrich Leopold zu Stolberg-Stolberg (1750–1819), Dichter, Übersetzer und Jurist, in Stockkämpen beerdigt
- Paul Consbruch (1930–2012), Weihbischof in Paderborn, wuchs in Stockkämpen auf und wurde dort beerdigt[9]

## Galerie
|  |  |  |  |